# Antonio Allegri da Correggio
Antonio Allegri da Correggio (30. srpna 1489 – 5. března 1534), známý zkráceně jako Correggio, byl italský vrcholně renesanční malíř parmské školy. Maloval dynamicky a perspektivně propracovaná díla, která ovlivnila evropské malířství 17. a 18. století.

## Znaky
Correggio s oblibou hromadil postavy v podivném víru, vytvářel vyprávění s velkým množstvím dekorací, maloval ilusionisticky pojatá díla umisťovaná v oblasti horních partií stavby a záměrně orientoval perspektivu směrem k božskému nekonečnu. V jeho díle se mísí křesťanská a antická témata. Koncepce obrazů je dynamická a důležitou roli hrají barva i světlo. Od klasické formální dokonalosti tvarů a přísné kompozice přechází k novému pojetí krásy spočívající v přímém působení díla na rozumovou a citovou stránku diváka. Spojoval aspirace nejlepších soudobých malířů a předznamenal cíle manýristického a barokního umění.

## Život a dílo
Antonio Allegri se narodil v Correggiu, malém lombardském městečku poblíž Reggio Emilia. Jeho otec byl obchodník Datum jeho narození není známo (asi 1489).
V letech 1503–1505 pracoval v dílně malíře Francesca Bianchi Ferrary v Modeně. Zde se seznámil s díly klasických umělců své doby jako byli Lorenzo Costa, Francesco Francia a Andrea Mantegna, jejichž vliv je v jeho díle patrný.
V roce 1506 se vrátil z krátkého pobytu v Mantově zpět do Correggia, kde zůstal do roku 1510. V té době vzniká dílo „Adorace Ježíše sv. Alžbětou a sv. Janem“, které je značně ovlivněné Costou a Mantegnou. V letech 1510–1516 žil střídavě v Correggiu a Modeně. V roce 1514 dokončuje tři vstupní Tonda pro kostel sv. Ondřeje v Mantově. Po návratu do rodného Correggia podepsal zakázku na oltářní obraz „Madony“ pro místní klášter sv. Františka, který je dnes v Castello Sforzesco v Miláně.
V roce 1516 přesídlil do Parmy, kde působil po zbytek své kariéry. Zde se také seznámil s významným manýristickým malířem Michelangelem Anselmim. V roce 1519 se zde oženil s Girolamou Francescou di Braghetis, která rovněž pocházela z Correggia. Manželství netrvalo dlouho, Girolama v roce 1529 zemřela. Jeden z jeho synů Pomponio Allegri se stal také malířem. Z tohoto období jsou známé obrazy „Madona s Ježíškem a sv. Janem“ (Museo del Prado v Madridu), „Kristus se loučí s matkou“ a „Madonna z Albinei“ (ztracený).

## Díla vzniklá v Parmě

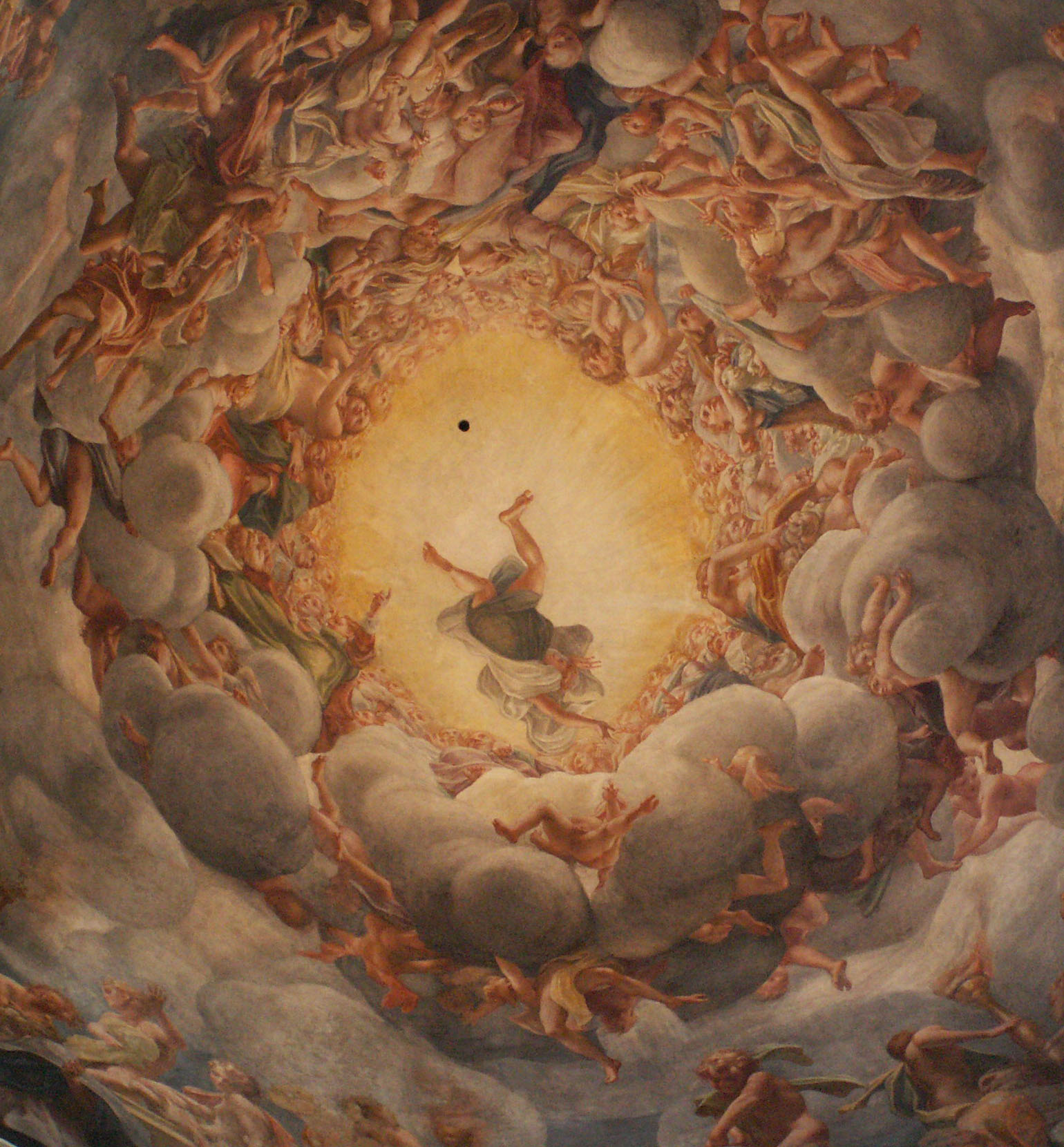
Nanebevzetí Panny Marie, kupole dómu v Parmě

Podle dřívějšího názoru historiků umění Correggio nikdy neopustil hranice Lombardie, avšak dnes již víme, že tomu bylo naopak. Malíř navázal první styk s Florencií a Římem již v roce 1519, kde čerpal inspiraci z antických památek. Dokladem kontaktu s díly současných autorů jsou jeho dvě iluzivní fresky umístěné v kupolích chrámů v Parmě, které byly silně ovlivněny Michelangelem a Rafaelem. V letech 1520–1521 vymaloval kupoli kostela sv. Jana Evangelisty freskou „Vidění sv. Jana na Patmu“ (v kupoli kostela sv. Jana Evangelisty v Parmě). V roce 1522 uzavřel smlouvu na výzdobu kupole parmské katedrály. O čtyři roky později ji kompletně vyzdobil freskou „Nanebevzetí Panny Marie“ . Dílo je přeplněné figurami, které se přes sebe prolínají v jednotlivých vrstvách. Correggio zakomponoval do velkolepého díla sotto in su – techniku perspektivy vynalezenou renesančním malířem Melozzem da Forti, která se vyznačovala mírnou deformací postav při pohledu zespodu. Freska je namalována s důmyslnými zkratkami a působí realistickým dojmem. Velké množství putti a světců více nahrává baroknímu než renesančnímu pojetí malby. Tyto dvě práce představují velmi neotřelou iluzionisticky a divadelně pojatou scénu katedrální dekorace, která měla velký vliv na malíře v oblasti iluzivní malby jako byli Carl Cignani a Gaudenzia Ferrari.
Další významná díla, která se vztahují k parmské katedrále, jsou dva velké obrazy malované olejem na plátno – „Oplakávání“ a „Mučednictví čtyř světců“ (Galleria Nazionale v Parmě). Oba obrazy byly zamýšleny pro kostel sv. Jana Evangelisty v Parmě v letech 1524–1526. Mučednictví je pozoruhodné především kompozicí, která vykazuje přinejmenším barokní podobnost k sochařským dílům 17. století jako Smrt sv. Agens od Ercole Ferraty. V tomto případě zasluhuje Correggio velkou chválu, neboť dovedl svoje díla k naprosté dokonalosti, ať už pracoval technikou fresky nebo olejem.
V letech 1524–1526 namaloval fresku „Zvěstování“ v parmském kostele sv. Františka, kterou se podařilo zachránit před poškozením při úpravách kostela. Stejně tak skvěle ztvárnil na jednu z parmských bran „Madonu s dítětem“ (Galleria Nazionale v Parmě), která budila obdiv všech přijíždějících do města.

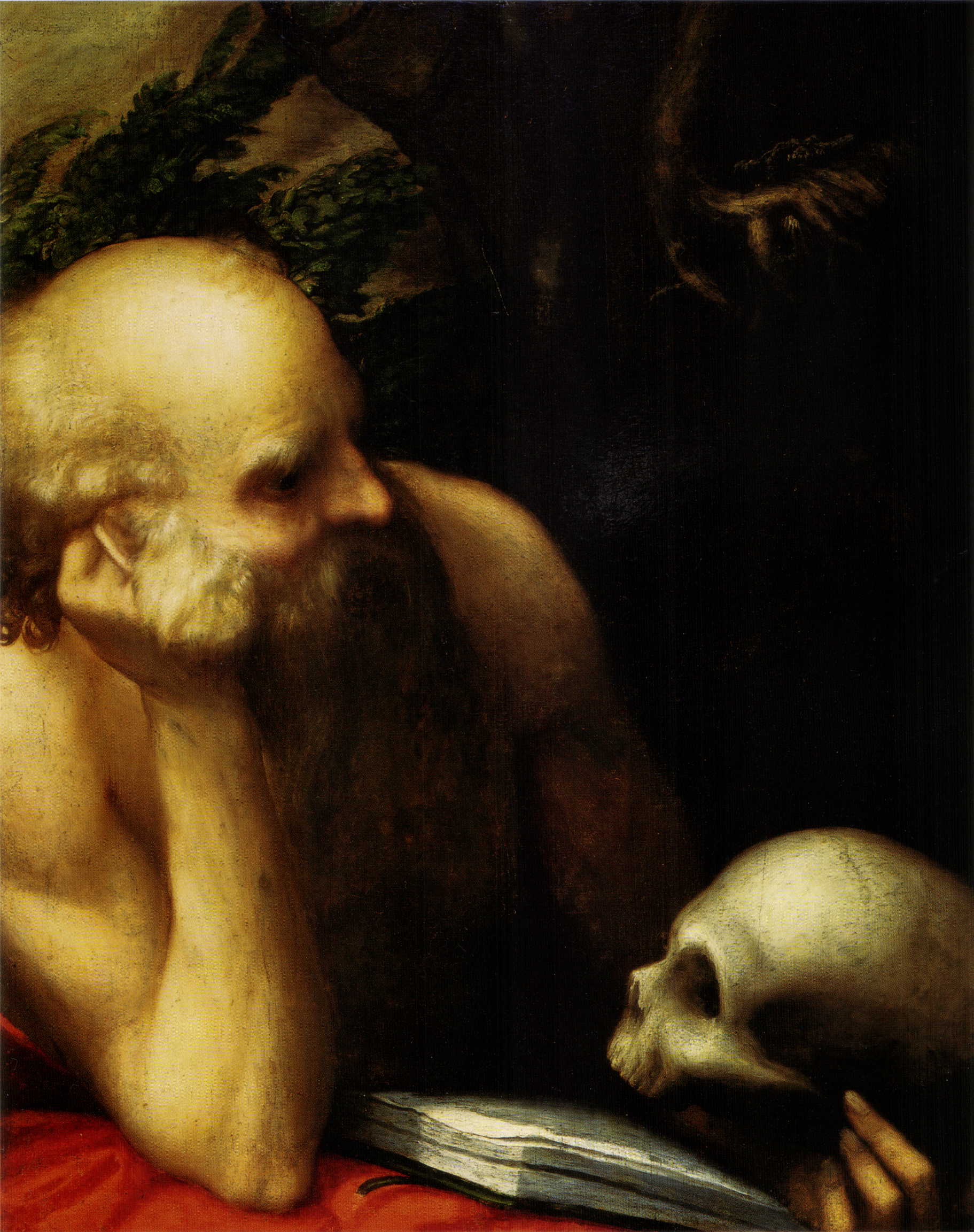
Svatý Jeroným, Real Academia de Bellas Artes de San Fernando, Madrid, 1515–1518

Oblíbeným Correggiovým námětem jsou scény ze života Panny Marie a Ježíše Krista. Nejvýznamnější jsou „Kristus – Noli me tangere“ z roku 1518 (Museo del Prado v Madridu) a „Narození Ježíše Krista (Noc)“ (Gemäldegalerie v Drážďanech). Druhý obraz je zajímavý svojí potemnělou scénou, kterou prozařuje jasné světlo vycházející z Ježíškova těla ozařující pastevce okolo. Gesto ženy, která chtěla upřít pohled na Krista, avšak kvůli jasnému světlu si musela zakrýt rukou tvář, je vyjádřeno s nesmírnou lehkostí. Svůj autoportrét Correggio nikdy nenamaloval, protože si sám sebe necenil natolik, aby se sám zpodobnil. Dnes se musíme spokojit s portréty, které vycházejí z údajné Correggiovy podobizny od Lattanzia Gambary.

## Mytologická řada obrazů založena na Ovidiových Proměnách
Correggio pracoval nejen na zakázkách s religiózní tematikou, které si objednávaly mnohé kostely a kláštery v Lombardii, ale rovněž na řadě obrazů s mytologickými motivy pro mnoho šlechticů z této oblasti Itálie. Federigo II. Gonzaga z Mantovy jej pověřil sérií obrazů vycházejících z Ovidiových proměn, kterými chtěl vyzdobit svůj soukromý ovídiovský pokoj v paláci Te. Nakonec byly obrazy, jako výraz přízně Federiga II., poslány císaři Karlu V. při jeho korunovaci v Bologni r. 1530. Avšak dokončeny byly až o rok později. První obraz „Léda s labutí“ (Staatliche Museen v Berlíně). Druhým obrazem je „Danae“ (Gallerii Borghese v Římě). Výjev líčí dívku, která spolu s andělem napouští plátno zlatým božským deštěm a pod nohama má dva putti brousící zlaté a olověné šípy na kameni.
V Kunsthistorickým muzeu ve Vídni se nacházejí dva obrazy vycházející z mytologického námětu. Oba vznikly ve stejné době v letech 1531–1532. První je „Ganymedes odnesen orlem“ a druhý je „Jupir a Io“.
Correggio zemřel náhle 5. března roku 1534.

## Význam
Již padesát let po jeho smrti byla jeho díla dobře známa po celé Itálii a to díky Gioriovi Vasari, který nesmírně vyzdvihl tohoto umělce. V průběhu 18. a 19. století jeho práce zmiňují cestovní deníky mnohých návštěvníků Itálie. Později jeho tvorba měla vliv na italský a evropský romantismus. Umění fresky bylo v dalších stoletích ovlivněno právě Correggiovými scénograficky pojatými freskami v kupolích katolických chrámů. Měl přímý vliv na umělce jako byli Giovanni Maria Francesco Rondani, Parmigianina, Bernardo Gatti nebo jeho syn Pomponius Allegra.

## Významná díla

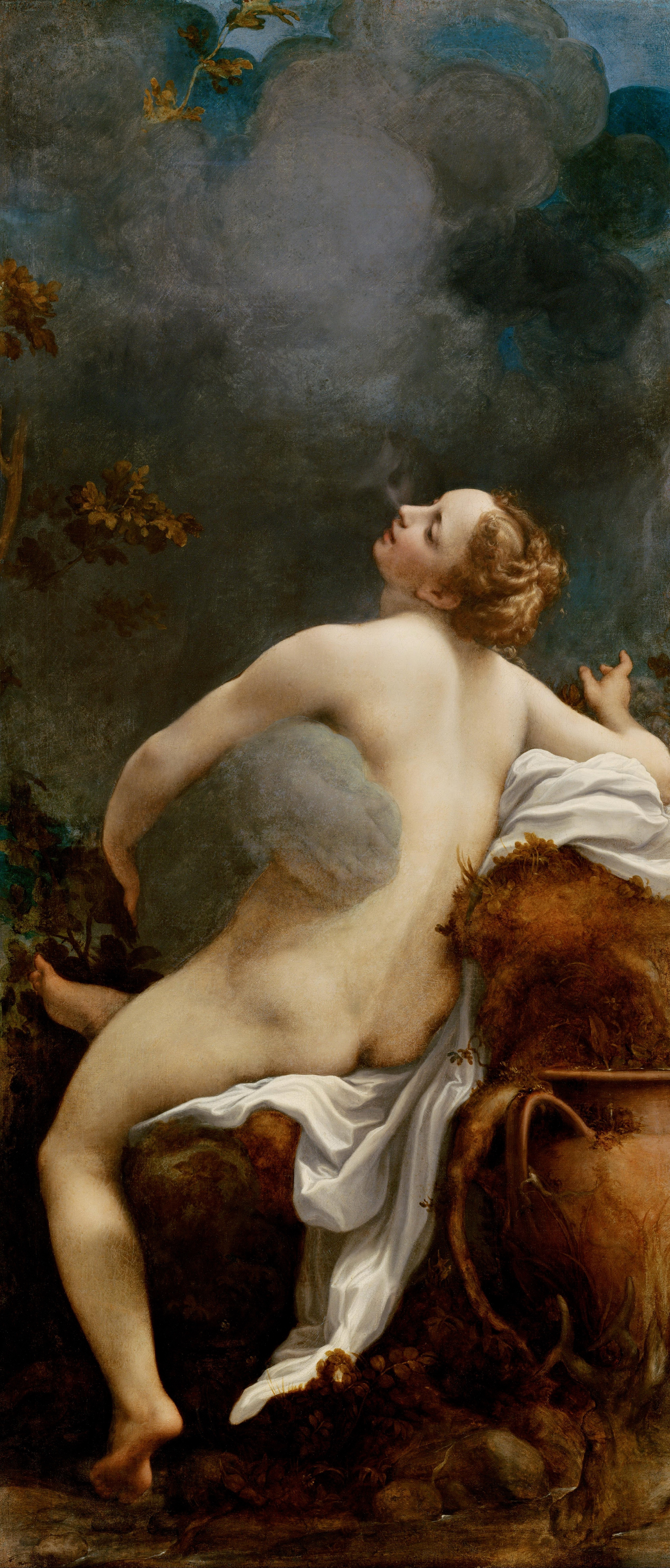
Io a Jupiter (Vídeň)

- Madona (1512–14) – Castello Sforzesco, Milán
- Klanění tří králů (1516–18) – Brera, Milán
- Ecce Homo – National Gallery, Londýn
- Mystická svatba sv. Kateřiny (1510–15) – National Gallery of Art, Washington, D.C.
- Madona se svatým Františkem (1514) – Gemäldegalerie, Drážďany
- Madona del Latte – Museum, Budapešť
- Madona s dětmi a sv. Janem (1516) – Museo del Prado, Madrid
- Odpočinek na útěku do Egypta (1517) – Galleria degli Uffizi, Florencie
- Klanění dítěti (1518–20) – Galleria degli Uffizi, Florencie
- Madona se svatým Jeronýmem (1522) – Galleria Nazionale, Parma
- Snímání z kříže (1525) – Galleria Nazionale, Parma
- Noli me Tangere (1525) – Museo del Prado, Madrid
- Madonna della Scodella (1525–30) – Galleria Nazionale, Parma
- Narození Páně (1528–30) – Gemäldegalerie, Drážďany
- Kupidova výchova (1528) – National Gallery, Londýn
- Venuše a Kupid se satyrem(1528) – Musée du Louvre, Paříž
- Madona se sv. Jiřím (1530–32) – Gemäldegalerie, Drážďany
- Ganymede svedená orlem (1531–32) – Kunsthistorisches Museum, Vídeň
- Jupiter a Io (1531–32) – Kunsthistorisches Museum, Vídeň
- Leda s labutí (1531–32) – Staatliche Museen, Berlín
- Danae (1531) – Galleria Borghese, Řím
- Alegorie mravnosti (1532–1534) – Musée du Louvre, Paříž

## Galerie

Vybraná díla
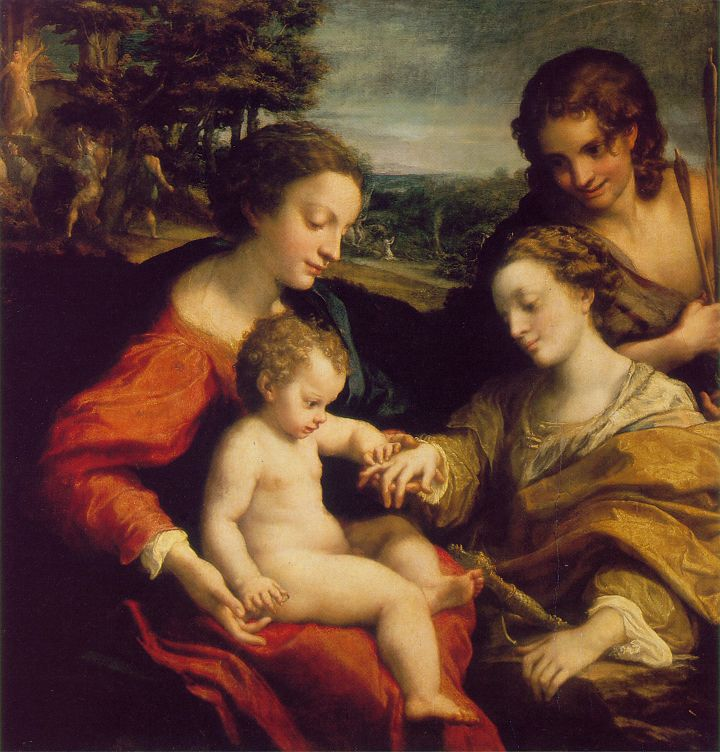
Mystická svatba sv. Kateřiny, c. 1526–27
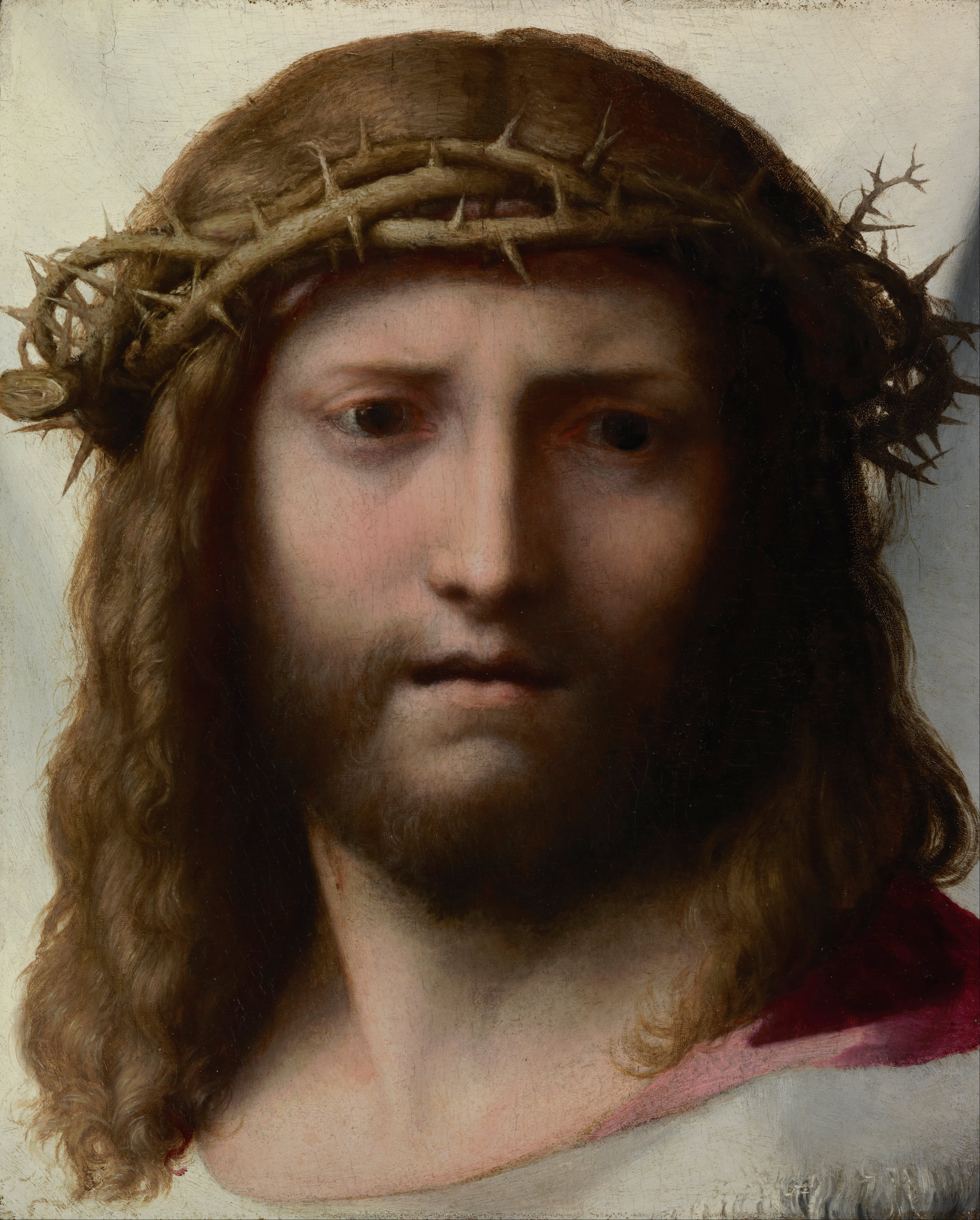
Hlava Krista (1525–1530)
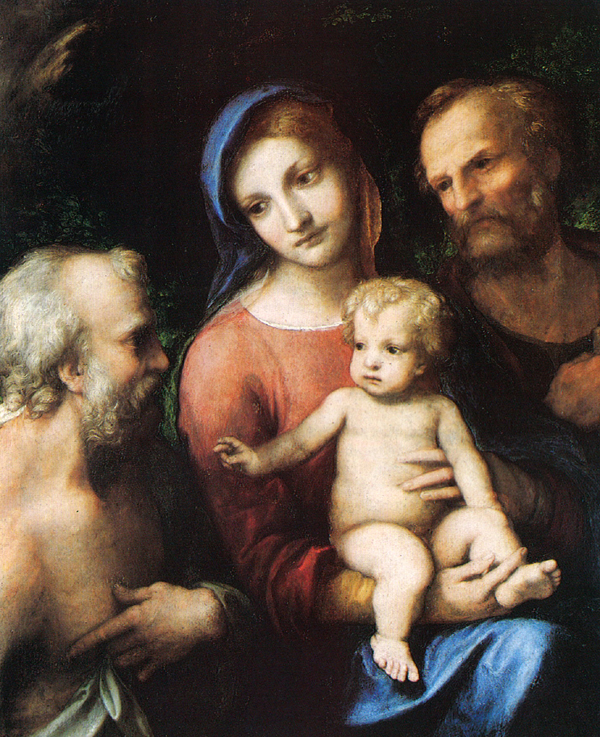
Svatá rodina se svatým Jeronýmem (1515)
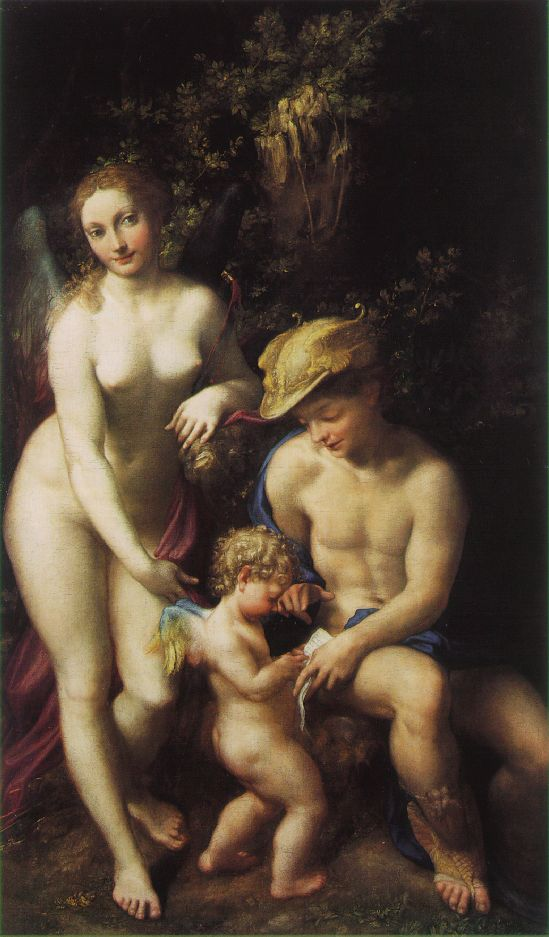
Venuše a Amor (1525)
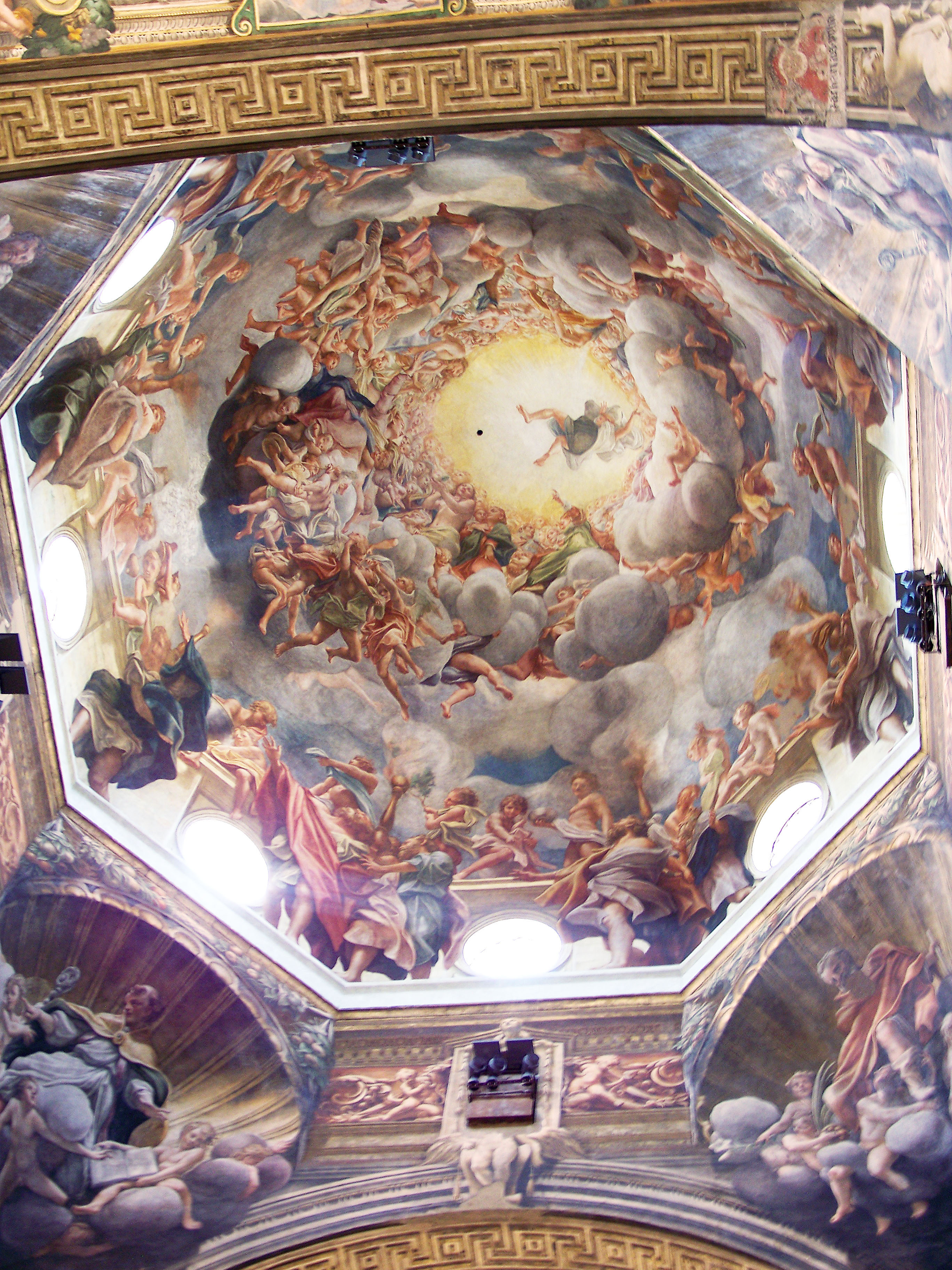
Nanebevzetí Panny Marie, Duomo,Parma, 1522–30
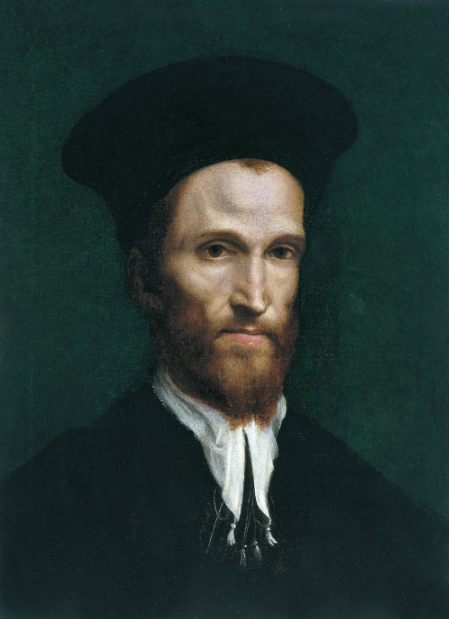
Portrét muže (kolem 1520), Thyssen-Bornemisza Museum, Madrid